# Ol'ga Zabelinskaja
Ol'ga Sergeevna Zabelinskaja (in russo Ольга Сергеевна Забелинская?; Leningrado, 10 maggio 1980) è una ciclista su strada e pistard russa naturalizzata uzbeka che corre per il team Tashkent City Women Professional Cycling. Attiva tra le Elite dal 2001, in carriera ha vinto una medaglia d'argento e due medaglie di bronzo ai Giochi olimpici.
Figlia dell'ex ciclista Sergej Suchoručenkov, campione olimpico su strada a Mosca 1980, dal 6 marzo 2014 al 5 settembre 2015 ha subito una squalifica per positività all'octopamina.

## Palmarès

### Strada
- 1997 (Juniores)

Campionati mondiali prova a cronometro Juniores (con la Nazionale russa)
- 2001 (Carpe Diem-Itera, quattro vittorie)

1ª tappa Baltic Tour
2ª tappa Baltic Tour
5ª tappa Baltic Tour
2ª tappa Trophée d'Or
- 2002 (Itera, una vittoria)

Campionati europei, prova a cronometro Under-23 (con la Nazionale russa)
- 2003 (Velodames-Colnago, due vittorie)

1ª tappa La Grande Boucle (Sartène > Ajaccio)
9ª tappa La Grande Boucle (Châteauneuf-sur-Charente > Saint-Georges-de-Didonne)
- 2006 (Fenixs-Colnago, una vittoria)

7ª tappa, 2ª semitappa Tour de l'Aude (Villegly > Grotte de Limousis)
- 2010 (Safi-Pasta Zara, una vittoria)

Classifica generale Thüringen Rundfahrt
- 2012 (RusVelo, una vittoria)

Campionati russi, prova a cronometro
- 2014 (RusVelo, due vittorie)

2ª tappa Vuelta Internacional a Costa Rica (San Gerardo de Ticabán > San Rafael La Colonia, cronometro)
Classifica generale Vuelta Internacional a Costa Rica
Grand Prix GSB
Prologo Vuelta a El Salvador (Santa Elena, cronometro)
2ª tappa Tour of Zhoushan Island (Shengsi > Shengsi)
- 2016 (BePink, una vittoria)

2ª tappa Thüringen Rundfahrt (Erfurt > Erfurt)
- 2018 (Cogeas-Mettler Pro Cycling Team, otto vittorie)

Prologo Tour of Eftalia Hotels & Velo Alanya (Titreyengöl, cronometro)
1ª tappa Tour of Eftalia Hotels & Velo Alanya (Alanya > Alanya)
Classifica generale Tour of Eftalia Hotels & Velo Alanya
Classifica generale Tour of Thailand
3ª tappa Gracia-Orlová (Havířov, cronometro)
Ljubljana-Domžale-Ljubljana TT (cronometro)
Campionati russi, prova a cronometro
Chrono des Nations (cronometro)
- 2019 (Cogeas-Mettler-Look Pro Cycling Team, sei vittorie)

Aphrodite Cycling Race Individual Time Trial (cronometro)
Aphrodite's Sanctuary Cycling Race
Campionati asiatici, prova a cronometro (con la Nazionale uzbeka)
Campionati asiatici, prova in linea (con la Nazionale uzbeka)
Campionati uzbeki, prova in linea
Campionati uzbeki, prova a cronometro
- 2021 (Cogeas-Mettler Pro Cycling Team, due vittorie)

Germenica Grand Prix Road Race
Grand Prix Kayseri
- 2022 (Roland Cogeas Edelweiss Squad, due vittorie)

Giochi della solidarietà islamica, prova a cronometro (con la Nazionale uzbeka)
Giochi della solidarietà islamica, prova in linea (con la Nazionale uzbeka)
- 2023 (Tashkent City Women Professional Cycling Team, cinque vittorie)

The Tour Oqtosh-Chorvoq - Mountain Ladies
Campionati asiatici, prova a cronometro (con la Nazionale uzbeka)
Grand Prix Kaisareia
Campionati uzbeki, prova a cronometro
Giochi asiatici, prova a cronometro (con la Nazionale uzbeka)
- 2024 (Tashkent City Women Professional Cycling Team, una vittoria)

Campionati asiatici, prova a cronometro (con la Nazionale uzbeka)

#### Altri successi
- 2018 (Cogeas-Mettler Pro Cycling Team)

1ª tappa Tour of Thailand (Phutthamonthon Isan, cronosquadre)

### Pista
- 2017

Campionati russi, corsa a punti
- 2018

6 giorni delle Rose, corsa a punti
Track Cycling Challenge Grenchen, corsa a punti
- 2019

Campionati asiatici, corsa a punti (con la Nazionale uzbeka)
Belgian Track Meeting, corsa a punti
Belgian Track Meeting, omnium
6 giorni delle Rose, corsa a punti
Campionati asiatici 2020, corsa a punti (con la Nazionale uzbeka)
- 2023

Silk Road Namangan, Corsa a punti
Silk Road Namangan, Americana (con Nafosat Kozieva)
Silk Road Namangan, Omnium (con Nafosat Kozieva)
Silk Road Namangan, Inseguimento a squadre (con Nafosat Kozieva, Yanina Kuskova e Margarita Misyurina)

## Piazzamenti

### Grandi Giri
- Giro d'Italia

2001: 9ª
2010: 9ª
2011: 14ª
2012: non partita (5ª tappa)
2017: 43ª
2020: ritirata (8ª tappa)
2022: ritirata (6ª tappa)
2024: ritirata (7ª tappa)
- Tour de France

2022: 97ª

### Competizioni mondiali
- Campionati del mondo su strada

Spagna 1997 - Cronometro Juniores: vincitrice
Spagna 1997 - In linea Juniores: ritirata
Valkenburg 1998 - Cronometro Juniores: 2ª
Valkenburg 1998 - In linea Juniores: 2ª
Zolder 2002 - Cronometro Elite: 20ª
Hamilton 2003 - Cronometro Elite: 12ª
Hamilton 2003 - In linea Elite: 5ª
Madrid 2005 - In linea Elite: 47ª
Geelong 2010 - Cronometro Elite: 20ª
Geelong 2010 - In linea Elite: 13ª
Copenaghen 2011 - Cronometro Elite: 16ª
Copenaghen 2011 - In linea Elite: 31ª
Limburgo 2012 - Cronosquadre: 5ª
Toscana 2013 - Cronosquadre: 4ª
Toscana 2013 - Cronometro Elite: 7ª
Doha 2016 - Cronosquadre: 4ª
Doha 2016 - Cronometro Elite: 4ª
Doha 2016 - In linea Elite: squalificata
Bergen 2017 - Cronosquadre: 8ª
Bergen 2017 - Cronometro Elite: 23ª
Bergen 2017 - In linea Elite: 28ª
Innsbruck 2018 - Cronosquadre: 11ª
Yorkshire 2019 - Cronometro Elite: 27ª
Imola 2020 - Cronometro Elite: non partita
Imola 2020 - In linea Elite: non partita
Fiandre 2021 - Cronometro Elite: non partita
Wollongong 2022 - Cronometro Elite: 19ª
Wollongong 2022 - In linea Elite: 44ª
Glasgow 2023 - Staffetta mista: 13ª
Glasgow 2023 - Cronometro Elite: 26ª
Glasgow 2023 - In linea Elite: ritirata
- Campionati del mondo su pista

Apeldoorn 2018 - Inseg. a squadre: 11ª
Apeldoorn 2018 - Americana: 5ª
Berlino 2020 - Corsa a punti: 4ª
Berlino 2020 - Omnium: 19ª
- Giochi olimpici

Londra 2012 - In linea: 3ª
Londra 2012 - Cronometro: 3ª
Rio de Janeiro 2016 - In linea: 16ª
Rio de Janeiro 2016 - Cronometro: 2ª
Tokyo 2020 - In linea: 9ª
Parigi 2024 - Cronometro: 23ª
Parigi 2024 - In linea: 70ª

### Competizioni europee
- Campionati europei su strada

France 2001 - Cronometro Under-23: 3ª
Bergamo 2002 - Cronometro Under-23: vincitrice
Plumelec 2016 - Cronometro Elite: 3ª
Plumelec 2016 - In linea Elite: 19ª
Herning 2017 - Cronometro Elite: 8ª
Herning 2017 - In linea Elite: 3ª